# 이규리 (레이싱 모델)
이규리(1989년 6월 25일 ~ )는 대한민국의 레이싱 모델 겸 방송인이다.
[레이싱on] 이규리, 2008 레이싱모델계 보석을 꿈꾸다 | 세계일보
실제 출생은 1984년 6월 25일로 되어있다.

## 개요
키 170cm, 48kg이고, 취미는 쇼핑, 요리이다. 별자리는 게자리이다. 2004년 KGTC 메인 모델로 활동했으나, 2008년 《발칙한 동거 솔룸메이트》에서 활동해 인가가 높아져 여러 지상파 케이블TV 프로그램에 출연하였다.

## 학력
- 세종대학교 영화예술학과 학사

## 경력

### 모델 경력
- 서울모터쇼 모델
- K-1 히어로즈 대회 K-1걸즈

## 출연 작품

### 드라마
- 드림 (SBS, 2009)

### 예능
- 리얼리티 서바이벌 (XTM, 2006)
- 천하무적 스파이크왕 (MBC 드라마넷, 2007)
- 360 기어즈 러브 (MBC 게임, 2008)
- 발칙한 동거 솔룸메이트 (리얼TV, 2008)

### 뮤직비디오
- 김성민 - 막무가네 그녀